# Saturn Awards 2014
La 40ª edizione dei Saturn Awards si è svolta il 26 giugno 2014 a Burbank in California.
Le candidature sono state annunciate il 25 febbraio 2014.

## Candidati e vincitori
I vincitori sono indicati in grassetto, a seguire gli altri candidati.

### Film

#### Miglior film di fantascienza
- Gravity, regia di Alfonso Cuarón
- Ender's Game, regia di Gavin Hood
- Hunger Games: La ragazza di fuoco (The Hunger Games: Catching Fire), regia di Francis Lawrence
- Pacific Rim, regia di Guillermo del Toro
- Riddick, regia di David Twohy
- Into Darkness - Star Trek (Star Trek Into Darkness), regia di J. J. Abrams

#### Miglior film fantasy
- Lei (Her), regia di Spike Jonze
- Questione di tempo (About Time), regia di Richard Curtis
- Lo Hobbit - La desolazione di Smaug (The Hobbit: The Desolation of Smaug), regia di Peter Jackson
- Il cacciatore di giganti (Jack the Giant Slayer), regia di Bryan Singer
- Il grande e potente Oz (Oz the Great and Powerful), regia di Sam Raimi
- I sogni segreti di Walter Mitty (The Secret Life of Walter Mitty), regia di Ben Stiller

#### Miglior film horror
- L'evocazione - The Conjuring (The Conjuring), regia di James Wan
- Lo sguardo di Satana - Carrie (Carrie), regia di Kimberly Peirce
- La madre (Mama), regia di Andrés Muschietti
- La notte del giudizio (The Purge), regia di James DeMonaco
- Facciamola finita  ( This Is the End), regia di Evan Goldberg e Seth Rogen
- Warm Bodies, regia di Jonathan Levine

#### Miglior film thriller
- World War Z, regia di Marc Forster
- Prisoners, regia di Denis Villeneuve
- The Call, regia di Brad Anderson
- The East, regia di Zal Batmanglij
- Now You See Me - I maghi del crimine (Now You See Me), regia di Louis Leterrier
- Come un tuono (The Place Beyond the Pines), regia di Derek Cianfrance

#### Miglior film d'azione/avventura
- Fast & Furious 6 (Furious 6), regia di Justin Lin
- Storia di una ladra di libri (The Book Thief), regia di Brian Percival,
- Jack Ryan - L'iniziazione (Jack Ryan: Shadow Recruit), regia di Kenneth Branagh
- The Lone Ranger, regia di Gore Verbinski
- Lone Survivor, regia di Peter Berg
- Rush, regia di Ron Howard

#### Migliore trasposizione da fumetto a film
- Iron Man 3, regia di Shane Black
- L'uomo d'acciaio (Man of Steel), regia di Zack Snyder
- Thor: The Dark World, regia di Alan Taylor
- Wolverine - L'immortale (The Wolverine), regia di James Mangold

#### Miglior attore
- Robert Downey Jr. - Iron Man 3
- Oscar Isaac - A proposito di Davis (Inside Llewyn Davis)
- Simon Pegg - La fine del mondo (The World's End)
- Joaquin Phoenix - Lei (Her)
- Brad Pitt - World War Z
- Ben Stiller - I sogni segreti di Walter Mitty (The Secret Life of Walter Mitty)

#### Miglior attrice
- Sandra Bullock - Gravity
- Halle Berry - The Call
- Martina Gedeck - Die Wand
- Jennifer Lawrence - Hunger Games: La ragazza di fuoco (The Hunger Games: Catching Fire)
- Emma Thompson - Saving Mr. Banks
- Mia Wasikowska - Stoker

#### Miglior attore non protagonista
- Ben Kingsley - Iron Man 3
- Daniel Brühl - Rush
- George Clooney - Gravity
- Benedict Cumberbatch - Into Darkness - Star Trek (Star Trek Into Darkness)
- Harrison Ford - Ender's Game
- Tom Hiddleston - Thor: The Dark World
- Bill Nighy - Questione di tempo (About Time)

#### Miglior attrice non protagonista
- Scarlett Johansson - Lei (Her)
- Nicole Kidman - Stoker
- Melissa Leo - Prisoners
- Evangeline Lilly - Lo Hobbit - La desolazione di Smaug (The Hobbit: The Desolation of Smaug)
- Jena Malone - Hunger Games: La ragazza di fuoco (The Hunger Games: Catching Fire)
- Emily Watson - Storia di una ladra di libri (The Book Thief)

#### Miglior attore emergente
- Chloë Grace Moretz - Lo sguardo di Satana - Carrie (Carrie)
- Asa Butterfield - Ender's Game
- Sophie Nélisse - Storia di una ladra di libri (The Book Thief)
- Saoirse Ronan - How I Live Now
- Ty Simpkins - Iron Man 3
- Dylan Sprayberry - L'uomo d'acciaio (Man of Steel)

#### Miglior regia
- Alfonso Cuarón - Gravity
- J. J. Abrams - Into Darkness - Star Trek (Star Trek Into Darkness)
- Peter Berg - Lone Survivor
- Peter Jackson - Lo Hobbit - La desolazione di Smaug (The Hobbit: The Desolation of Smaug)
- Francis Lawrence - Hunger Games: La ragazza di fuoco (The Hunger Games: Catching Fire)
- Guillermo del Toro - Pacific Rim

#### Miglior sceneggiatura
- Spike Jonze - Lei (Her)
- Fran Walsh, Philippa Boyens, Peter Jackson e Guillermo del Toro - Lo Hobbit - La desolazione di Smaug (The Hobbit: The Desolation of Smaug)
- Joel ed Ethan Coen - A proposito di Davis (Inside Llewyn Davis)
- Alfonso Cuarón e Jonás Cuarón - Gravity
- Jennifer Lee - Frozen - Il regno di ghiaccio (Frozen)
- Edgar Wright e Simon Pegg - La fine del mondo (The World's End)

#### Miglior montaggio
- Alfonso Cuarón e Mark Sanger - Gravity
- Peter Amundson e John Gilroy - Pacific Rim
- Alan Edward Bell - Hunger Games: La ragazza di fuoco (The Hunger Games: Catching Fire)
- Mark Day - Questione di tempo (About Time)
- Daniel P. Hanley e Mike Hill - Rush
- Christian Wagner, Kelly Matsumoto e Dylan Highsmith - Fast & Furious 6 (Furious 6)

#### Miglior scenografia
- Dan Hennah - Lo Hobbit - La desolazione di Smaug (The Hobbit: The Desolation of Smaug)
- Philip Messina - Hunger Games: La ragazza di fuoco (The Hunger Games: Catching Fire)
- Andrew Neskoromny e Carol Spier - Pacific Rim
- Andy Nicholson - Gravity
- Jan Roelfs - 47 Ronin
- Robert Stromberg - Il grande e potente Oz (Oz the Great and Powerful)

#### Miglior colonna sonora
- Frank Ilfman - Big Bad Wolves - I lupi cattivi
- Danny Elfman - Il grande e potente Oz (Oz the Great and Powerful)
- Howard Shore - Lo Hobbit - La desolazione di Smaug (The Hobbit: The Desolation of Smaug)
- Brian Tyler - Iron Man 3
- Brian Tyler - Now You See Me - I maghi del crimine (Now You See Me)
- John Williams - Storia di una ladra di libri (The Book Thief)

#### Miglior costumi
- Trish Summerville - Hunger Games: La ragazza di fuoco (The Hunger Games: Catching Fire)
- Gary Jones - Il grande e potente Oz (Oz the Great and Powerful)
- Michael Kaplan - Into Darkness - Star Trek (Star Trek Into Darkness)
- Wendy Partridge - Thor: The Dark World
- Beatrix Aruna Pasztor - Grandi speranze (Great Expectations)
- Penny Rose - 47 Ronin

#### Miglior trucco
- Donald Mowat - Prisoners
- Patrick Baxter, Jane O'Kane e Roger Murray - La casa (Evil Dead)
- Peter King, Rick Findlater e Richard Taylor - Lo Hobbit - La desolazione di Smaug (The Hobbit: The Desolation of Smaug)
- Howard Berger, Jamie Kelman e Peter Montagna - Lone Survivor
- Fae Hammond, Mark Coulier e Kristen Chalmers - Rush
- Karen Cohen, David White e Elizabeth Yianni-Georgiou - Thor: The Dark World

#### Migliori effetti speciali
- Tim Webber, Chris Lawrence, David Shirk e Neil Corbould - Gravity
- Joe Letteri, Eric Saindon, David Clayton e Eric Reynolds - Lo Hobbit - La Desolazione di Smaug (The Hobbit: The Desolation of Smaug)
- Joe Letteri, John Desjardin e Dan Lemmon - L'uomo d'acciaio (Man of Steel)
- John Knoll, James E. Price, Clay Pinney e Rocco Larizza - Pacific Rim
- Patrick Tubach, Ben Grossman e Burt Dalton - Star Trek Into Darkness
- Jake Morrison, Paul Corbould e Mark Breakspear - Thor: The Dark World

#### Miglior film indipendente
- 12 anni schiavo (12 Years a Slave), regia di Steve McQueen
- Grandi speranze (Great Expectations), regia di Mike Newell
- A proposito di Davis (Inside Llewyn Davis), regia di Joel ed Ethan Coen
- The Invisible Woman, regia di Ralph Fiennes
- Il fuoco della vendetta - Out of the Furnace (Out of the Furnace), regia di Scott Cooper
- Upside Down, regia di Juan Solanas

#### Miglior film internazionale
- Big Bad Wolves - I lupi cattivi (מי מפחד מהזאב הרע), regia di Aharon Keshales e Navot Papushado ( Israele)
- Blancanieves, regia di Pablo Berger ( Francia/ Spagna)
- Kapringen, regia di Tobias Lindholm ( Danimarca)
- Come vivo ora (How I Live Now), regia di Kevin Macdonald ( Regno Unito)
- Stoker, regia di Park Chan-wook ( Stati Uniti/ Regno Unito)
- La fine del mondo (The World's End), regia di Edgar Wright ( Stati Uniti/ Francia)

#### Miglior film d'animazione
- Frozen - Il regno di ghiaccio (Frozen), regia di Chris Buck e Jennifer Lee,
- Cattivissimo me 2 (Despicable Me 2), regia di Pierre Coffin e Chris Renaud
- La collina dei papaveri (コクリコ坂から), regia di Gorō Miyazaki
- Monsters University, regia di Dan Scanlon

### Televisione

#### Miglior serie televisiva trasmessa da una rete
- Hannibal
- Revolution
- Agents of S.H.I.E.L.D.
- The Blacklist
- The Following
- Sleepy Hollow
- Under the Dome

#### Miglior serie televisiva trasmessa via cavo
- The Walking Dead
- American Horror Story: Coven
- The Americans
- Continuum
- Dexter
- Haven

#### Miglior presentazione televisiva
- Breaking Bad
- Bates Motel
- Black Sails
- Falling Skies
- Il Trono di Spade (Game of Thrones)
- Vikings

#### Miglior attore in una serie televisiva
- Mads Mikkelsen - Hannibal
- Kevin Bacon - The Following
- Bryan Cranston - Breaking Bad
- Hugh Dancy - Hannibal
- Freddie Highmore - Bates Motel
- James Spader - The Blacklist
- Noah Wyle - Falling Skies

#### Miglior attrice in una serie televisiva
- Vera Farmiga - Bates Motel
- Jennifer Carpenter - Dexter
- Anna Gunn - Breaking Bad
- Jessica Lange - American Horror Story: Coven
- Rachel Nichols - Continuum
- Keri Russell - The Americans

#### Miglior attore non protagonista in una serie televisiva
- Aaron Paul - Breaking Bad
- Nikolaj Coster-Waldau - Il Trono di Spade (Game of Thrones)
- Erik Knudsen - Continuum
- David Lyons - Revolution
- Dean Norris - Under the Dome
- James Purefoy - The Following

#### Miglior attrice non protagonista in una serie televisiva
- Melissa McBride - The Walking Dead
- Kathy Bates - American Horror Story: Coven
- Sarah Carter - Falling Skies
- Gwendoline Christie - Il Trono di Spade (Game of Thrones)
- Michelle Fairley - Il Trono di Spade (Game of Thrones)
- Elizabeth Mitchell - Revolution

#### Miglior guest star in una serie televisiva
- Robert Forster - Breaking Bad
- Stephen Collins - Falling Skies
- Danny Huston - American Horror Story: Coven
- David Morrissey - The Walking Dead
- Charlotte Rampling - Dexter
- Gina Torres - Hannibal

#### Miglior attore emergente in una serie televisiva
- Chandler Riggs - The Walking Dead
- Colin Ford - Under the Dome
- Jared S. Gilmore - C'era una volta (Once Upon a Time)
- Jack Gleeson - Il Trono di Spade (Game of Thrones)
- Connor Jessup - Falling Skies
- Mackenzie Lintz - Under the Dome

#### Miglior serie televisiva per giovani
- Teen Wolf
- Arrow
- Pretty Little Liars
- Supernatural
- The Tomorrow People
- The Vampire Diaries

### Home video

#### Miglior DVD/Blu-ray (film)
- Big Ass Spider!
- Botte di fortuna (The Brass Teapot)
- La maledizione di Chucky (Curse of Chucky)
- Mischief Night
- Solomon Kane
- Twixt
- You're Next

#### Miglior edizione DVD/Blu-ray di un film classico
- Halloween - La notte delle streghe (Halloween)
- Viaggio allucinante (Fantastic Voyage)
- Gli invasati (The Haunting)
- La maschera di cera (House of Wax)
- Nosferatu il vampiro (Nosferatu, eine Symphonie des Grauens)
- The Wicker Man

#### Miglior DVD/Blu-ray (serie TV)
- Star Trek: The Next Generation: Stagione 3, 4 e 5
- The Adventures of Superboy: Terza stagione
- Search: Serie completa
- Under the Dome: Prima stagione
- The Walking Dead: Terza stagione
- The White Queen: Prima stagione

#### Miglior collezione DVD/Blu-ray
- Chucky: The Complete Collection
- The Bowery Boys Collection: Volumes 2 and 3
- Friday the 13th: The Complete Collection
- James Dean Ultimate Collector's Collection
- Mad Max Trilogy
- Zatoichi the Blind Swordsman

## Premi speciali
- Special Recognition Award: Marc Cushman
- Lifetime Achievement Award: Malcolm McDowell[3]
- George Pal Memorial Award: Gregory Nicotero[1]
- Dan Curtis Legacy Award: Bryan Fuller